# Liriomyza approximata
Liriomyza approximata este o specie de muște din genul Liriomyza, familia Agromyzidae, descrisă de Friedrich Georg Hendel în anul 1920.
Este endemică în Austria. Conform Catalogue of Life specia Liriomyza approximata nu are subspecii cunoscute.